# Swoosh

Il logo Swoosh

Lo swoosh (pronuncia inglese: [swuːʃ]) è il logo della marca di abbigliamento e sport Nike.

## Storia
Fu creato da Carolyn Davidson nel 1971, una studentessa di grafica alla Portland State University, che realizzò il disegno su esplicita richiesta di Phil Knight, un insegnante che all'epoca stava lavorando per fondare la Blue Ribbon Sports (BRS), la futura Nike.
La BRS era alla ricerca di un logo che potesse essere posto sulla nuova linea di calzature per l'atletica, la cui uscita era prevista l'anno seguente, nel 1972. Knight chiese così alla giovane Davidson di buttare giù alcune idee, proposta accettata in cambio di 2 dollari l'ora.

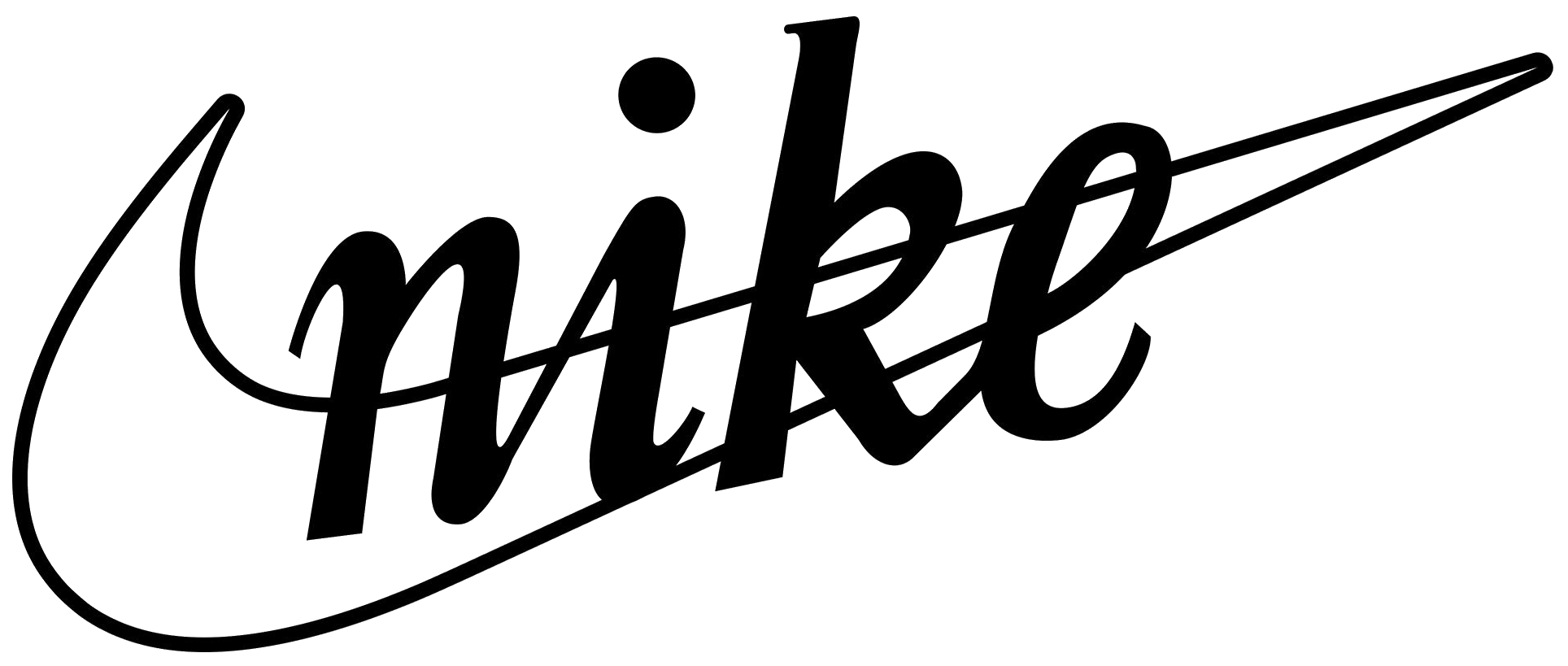
Il logo originale disegnato da Carolyn Davidson

Nel giugno 1971 Davidson presentò diverse proposte all'attenzione di Knight e ai suoi collaboratori. Tra le tante venne scelto ciò che diventerà lo Swoosh.
Carolyn Davidson fatturò il lavoro 35 dollari per ciò che ora è considerato inestimabile. Undici anni dopo Knight diede alla Davidson un anello d'oro con il simbolo dello Swoosh, oltre a una busta piena di azioni dell'azienda Nike, in segno della propria gratitudine.
È uno dei più reclamizzati marchi al mondo, assieme al simbolo della Coca-Cola. Naomi Klein nel suo libro No logo constata come la massiccia e pervasiva campagna pubblicitaria della ditta ha portato addirittura questo simbolo a essere il più tatuato dagli statunitensi.